# 魔王軍最強の魔術師は人間だった
『魔王軍最強の魔術師は人間だった』（まおうぐんさいきょうのまじゅつしはにんげんだった）は、羽田遼亮による日本のライトノベル。イラストはKUMA。『小説家になろう』にて2016年2月22日より連載されているほか、『モンスター文庫』（双葉社）より書籍化され、2016年9月30日から2018年4月27日まで刊行された。
メディアミックスとして、アナジロによるコミカライズが『がうがうモンスター』（旧『WEBコミックアクション』内モンスターコミックス、双葉社）にて2019年7月12日より連載されている。2024年7月から9月までテレビアニメが放送された。

## 登場人物
アイク
声 - 福山潤
本作の主人公。魔王軍第七軍団に所属する不死旅団の団長。
かつてロンベルクに拾われた身であり、知識と魔術を彼から受け継いでいる。普段は人間であることを隠すために仮面とローブを身につけており、なるべく人間を殺さないように戦う。
実は日本からの転生者でもあるが、テレビアニメ版では触れられていない。
サティ
声 - 立花日菜
アイクのメイド。元奴隷。アイクの部屋に潜り込んだ際、彼が人間であることを知る。
感情表現は豊かで、すぐに泣く、慌てるといったところがある。
セフィーロ
声 - 伊藤静
魔王軍第七軍団の軍団長。アイクの上司で、彼が人間であることも知っている。また、アイクをすぐにからかったりしている。
ダイロクテン
声 - 石見舞菜香
魔王。残忍かつ冷酷と噂されるが、実際には思慮深い。
実はアイクと同じく日本からの転生者でもあることや、名も前世の織田信長の異名「第六天魔王」にちなむことが彼にうかがわれているが、やはりテレビアニメ版では触れられていない。
リリス
声 - 和氣あず未
サキュバス。不死旅団に所属。アイクのことが大好き。
ジロン
声 - 利根健太朗
オーク。不死旅団の参謀。
テレビアニメ版では羽田の意向を受け、顔が可愛いブタのようなデザインに変更されている。
アリステア
声 - 村上まなつ
ローズアリア王国の白薔薇騎士団団長。
フィオレンティーナ
声 - 内山夕実
セフィーロの部下。魔王軍の錬金術師。
ロンベルク
声 - チョー
アイクの育ての親。大魔術師。

## 既刊一覧

### 小説
- 羽田遼亮（著）・KUMA（イラスト） 『魔王軍最強の魔術師は人間だった』 モンスター文庫〈双葉社〉、全5巻
  1. 2016年9月30日発売[9]、ISBN 978-4-575-75104-8
  2. 2017年2月28日発売[10]、ISBN 978-4-575-75125-3
  3. 2017年6月30日発売[11]、ISBN 978-4-575-75144-4
  4. 2017年11月30日発売[12]、ISBN 978-4-575-75174-1
  5. 2018年4月27日発売[13]、ISBN 978-4-575-75203-8

### 漫画
- アナジロ（画）・羽田遼亮（原作）・KUMA（キャラクター原案） 『魔王軍最強の魔術師は人間だった』 双葉社〈モンスターコミックス〉、全13巻
  1. 2019年9月30日発売[14]、ISBN 978-4-575-41078-5
  2. 2020年2月29日発売[15]、ISBN 978-4-575-41103-4
  3. 2020年8月17日発売[16]、ISBN 978-4-575-41145-4
  4. 2020年12月28日発売[17]、ISBN 978-4-575-41192-8
  5. 2021年6月15日発売[18]、ISBN 978-4-575-41255-0
  6. 2021年12月15日発売[19]、ISBN 978-4-575-41337-3
  7. 2022年6月15日発売[20]、ISBN 978-4-575-41440-0
  8. 2022年12月15日発売[21]、ISBN 978-4-575-41554-4
  9. 2023年6月15日発売[22]、ISBN 978-4-575-41675-6
  10. 2024年1月30日発売[23]、ISBN 978-4-575-41815-6
  11. 2024年6月14日発売[24]、ISBN 978-4-575-41907-8
  12. 2024年12月13日発売[25]、ISBN 978-4-575-42040-1
  13. 2025年6月13日発売[26]、ISBN 978-4-575-42172-9

## テレビアニメ
2024年1月にテレビアニメ化が発表され、2024年7月から9月までTOKYO MXほかにて放送された。
漫画版を原作としている。

### スタッフ
- 原作 - 羽田遼亮・アナジロ（双葉社 モンスターコミックス）[7]
- 監督 - ながはまのりひこ[7]
- シリーズ構成 - 待田堂子[7]
- キャラクター原案 - KUMA[7]
- キャラクターデザイン - 末岡正美[7]
- 総作画監督 - 千葉孝幸
- プロップデザイン - 杉原由美
- 色彩設計 - 勝田綾太、山本真希
- 美術設定 - (株)オリーブ
- 美術監督 - 安田ゆかり
- 3D監督 - 後藤優一
- 撮影監督 - 高橋圭祐
- 編集 - 村井秀明
- 音響監督 - 本山哲[7]
- 音響制作 - ビットグルーヴプロモーション[7]
- 音楽 - KOHTA YAMAMOTO[7]
- 音楽制作 - ポニーキャニオン[7]
- 音楽プロデューサー - 鎗水善史
- プロデューサー - 本多光、前田健太、鎗水善史、村上滋基、石井正記、松井優子、小澤文啓、佐藤俊亮
- アニメーションプロデューサー - 本田稔裕
- アニメーション制作 - studio A-CAT[7]
- 製作 - 魔王軍最強の製作委員会（ハピネットファントム・スタジオ、アスミック・エース、ポニーキャニオン、YTE、双葉社、BS朝日、クロックワークス、studio A-CAT）

### 主題歌
両曲とも、作曲・編曲はKOHTA YAMAMOTO。
「Ctrl C」
KOHTA YAMAMOTO feat. Shun Ikegaiによるオープニングテーマ。作詞はShun Ikegai。
「I still」
KOHTA YAMAMOTO feat. 明智マヤによるエンディングテーマ。作詞は明智マヤ。

### 各話リスト
| 話数   | サブタイトル             | シナリオ | 絵コンテ   | 演出             | 作画監督                                     | 初放送日      |
| ------ | ------------------------ | -------- | ---------- | ---------------- | -------------------------------------------- | ------------- |
| 第1話  | 不死旅団長アイク         | 待田堂子 | 東海林真一 | ながはまのりひこ | 徐学文 覃国庆 徐学武 郑钰容 谢榴雁           | 2024年 7月3日 |
| 第2話  | 白薔薇騎士団長アリステア | 日暮茶坊 | 山本恭平   | 矢花馨           | 徐学文 覃国庆 徐学武 郑钰容                  | 7月10日       |
| 第3話  | 裏切者                   | 勝冶京子 | 山本恭平   | ながはまのりひこ | 陈潔琼 胡威 趙親雲                           | 7月17日       |
| 第4話  | 決闘                     | 鴻野貴光 | 飯田崇     | 鈴木真彦         | 趙親雲 陳潔琼 李品華 胡威                    | 7月24日       |
| 第5話  | 野望                     | 日暮茶坊 | 飯田崇     | ウヱノ史博       | 鳥山冬美 松下清志 松本勝次 シード            | 7月31日       |
| 第6話  | ドワーフ王               | 勝冶京子 | 黒瀬大輔   | 黒瀬大輔         | 桜井木ノ実 飯飼幸一 魏旭龍 廖雪宇 陳亮       | 8月7日        |
| 第7話  | 開戦                     | 鴻野貴光 | 西田正義   | 矢花馨           | 徐学文 覃国庆 徐学武 郑钰容                  | 8月14日       |
| 第8話  | 決戦イヴァリアス         | 日暮茶坊 | 西田正義   | 矢花馨           | 徐学文 覃国庆 徐学武 郑钰容                  | 8月21日       |
| 第9話  | 交渉                     | 勝冶京子 | 中山岳洋   | ウヱノ史博       | 鳥山冬美 松下清志 松本勝次 所沢映画 リブート | 8月28日       |
| 第10話 | 海賊                     | 鴻野貴光 | 中山岳洋   | ながはまのりひこ | 趙親雲 陳潔琼 李品華 胡威 張福民 謝媚        | 9月4日        |
| 第11話 | セフィーロ、討たれる     | 待田堂子 | 東海林真一 | 矢花馨           | 魏旭龍 廖雪宇 陳亮                           | 9月11日       |
| 第12話 | エ・ルドレ将軍           | 待田堂子 | 東海林真一 | ながはまのりひこ | 徐学文 覃国庆 徐学武 郑钰容                  | 9月18日       |

### 放送局
| 放送期間               | 放送時間           | 放送局   | 対象地域 | 備考                                   |
| ---------------------- | ------------------ | -------- | -------- | -------------------------------------- |
| 2024年7月3日 - 9月18日 | 水曜 22:00 - 22:30 | TOKYO MX | 東京都   |                                        |
| 2024年7月5日 - 9月20日 | 金曜 23:00 - 23:30 | BS朝日   | 日本全域 | 製作参加 / BS/BS4K放送 / 『アニメA』枠 |
| 2024年7月7日 - 9月22日 | 火曜 23:00 - 23:30 | AT-X     | 日本全域 | CS放送 / 字幕放送 / リピート放送あり   |

| 配信開始日    | 配信時間               | 配信サイト | 備考           |
| ------------- | ---------------------- | --- | -------------- |
| 2024年6月26日 | 水曜 22:30 - 23:00     | ABEMA | 独占見放題配信 |
| 2024年7月11日 | 木曜 0:00 以降順次更新 | Amazon Prime Video Google Play YouTube dアニメストア J:COM STREAM みるプラス TELASA DMM TV Lemino Hulu バンダイチャンネル ムービーフルプラス OnGenムービー Rakuten TV HAPPY!動画 iTSCOMオンデマンド |                |

### BD / DVD
| 巻  | 発売日         | 収録話 | 規格品番  | 規格品番  |
| 巻  | 発売日         | 収録話 | BD        | DVD       |
| --- | -------------- | ------ | --------- | --------- |
| BOX | 2024年11月29日 |        | KWXA-3166 | KWBA-3167 |